# Стрий (Логойський район)
Стрий — (біл. вёска Стрій), село (веска) в складі Логойського району розташоване в Мінській області Білорусі, підпорядковане Нестановицькій сільській раді.
Село Стрий розташоване в центральних районах Білорусі, в північній частині Мінської області - орієнтовне розташування [Архівовано 17 травня 2020 у Wayback Machine.].